# Blacklers

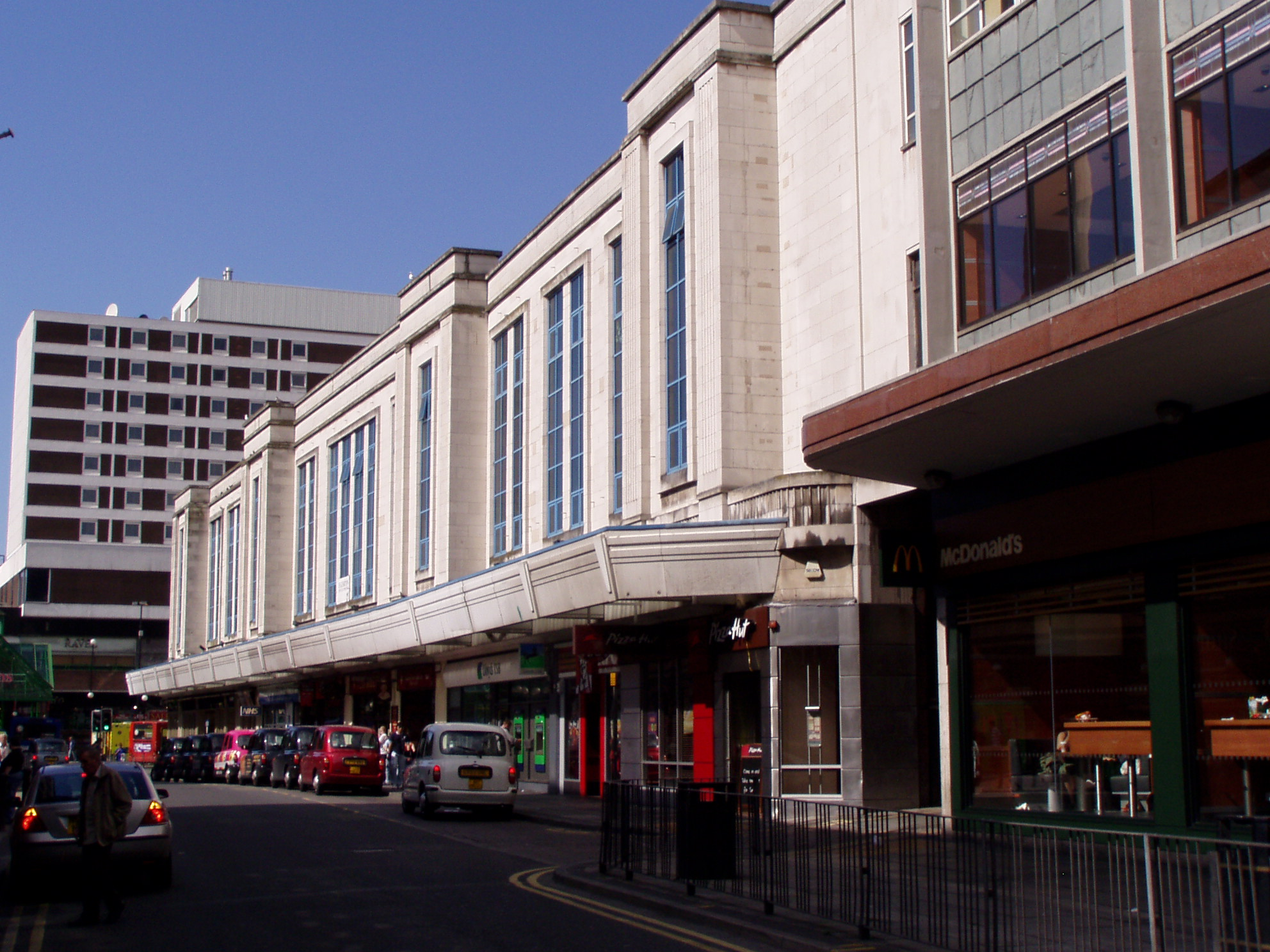
Het gebouw van het warenhuis Blacklers

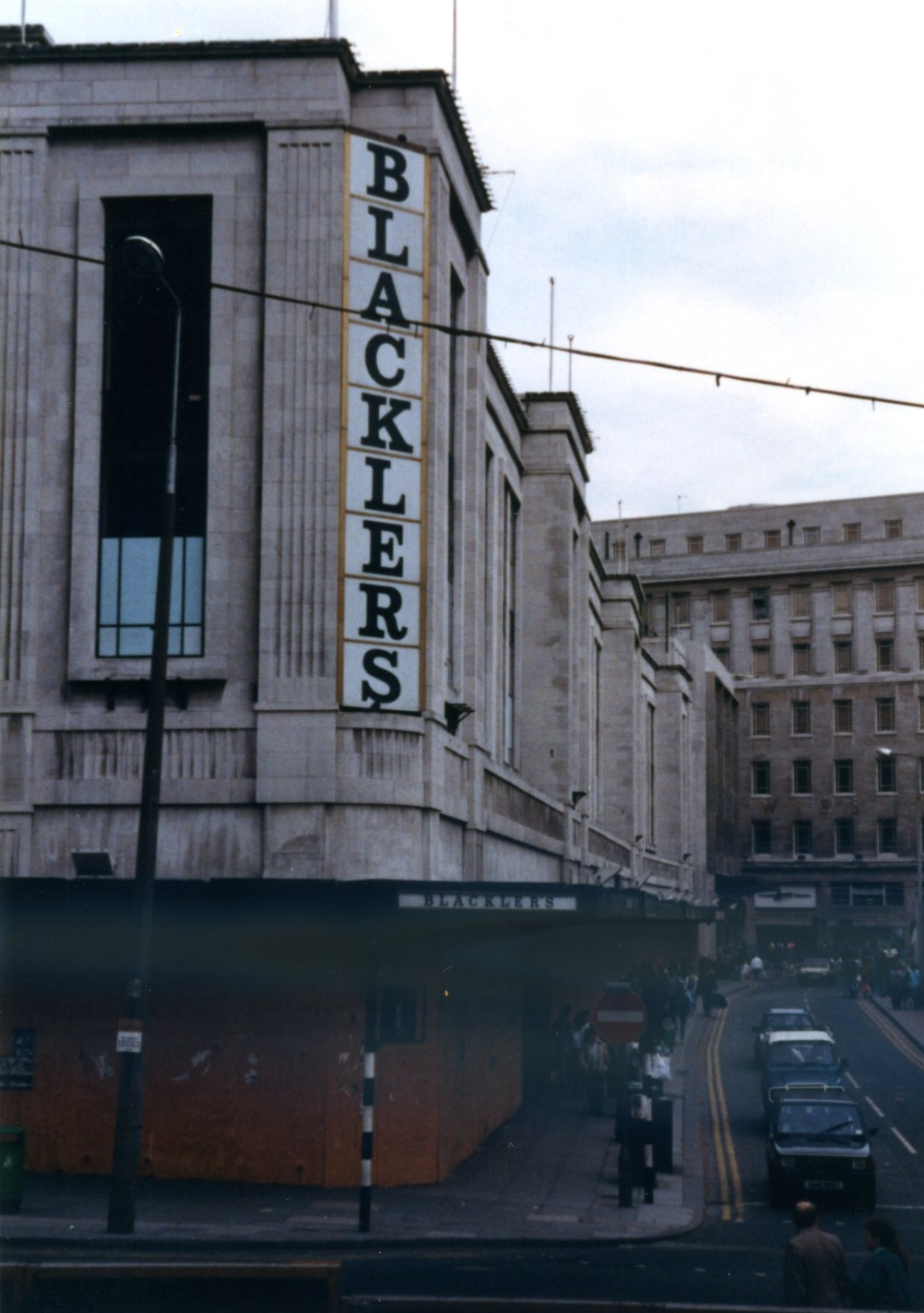
Blacklers zoals het er in augustus 1988 uitzag, kort na de sluiting. Let op: de begane grond is dichtgetimmerd.

Blacklers was een groot warenhuis op de hoek van Elliot Street en Great Charlotte Street in Liverpool, Engeland. De winkel was beroemd om zijn weelderige kerstgrot en zijn schommelpaard, Blackie, dat nu te zien is in het Museum of Liverpool. De winkel, waar op het hoogtepunt duizend mensen werkten, heeft ook een connectie met The Beatles : George Harrison werkte in 1959 als leerling-elektricien bij Blacklers en Pete Best 's moeder Mona kocht zijn drumstel van de muziekafdeling van Blacklers.

## Geschiedenis
Blacklers werd begin twintigste eeuw opgericht door de partners Richard John Blackler en A.B. Wallis. Blackler overleed in 1919 en werd als partner in het bedrijf opgevolgd door zijn vrouw Margaret.
Ondanks dat het gebouw zwaar beschadigd raakte tijdens de Blitz van mei 1941 tijdens de Tweede Wereldoorlog, overleefde het bedrijf. Er werden tijdelijke vestigingen geopend in Bold Street en Church Street en het eerste deel van de nieuwe winkel werd geopend op 29 maart 1953.
Margaret Blackler stierf in 1957 zonder kinderen, waarna de winkel eigendom werd van meerdere personen, waarbij de sportvrouw Vera Kingston (Margarets petekind) de grootste aandeelhouder was. Na Vera's dood in 1983 werd de winkel opnieuw verkocht en verdwenen alle banden met de oorspronkelijke eigenaren. De winkel bleef nog maar een paar jaar open en sloot in april 1988.
Op de locatie bevindt zich nu een Wetherspoons-pubketen, met de naam Richard John Blackler, ter ere van de oprichter van de winkel.
De winkel had ook een groot magazijn aan Strand Road Bootle, dat de winkel dagelijks bevoorraadde. Van daaruit werden ook bestellingen verzonden naar klanten in het noordwesten en er was een kunstafdeling die het hele jaar door displays maakte.